# Wappen von Stadt Gernrode
Das Wappen von Stadt Gernrode war das Wappen der Stadt Gernrode, die 2014 nach Quedlinburg eingemeindet wurde und seitdem keine amtliche Bedeutung mehr hat. Der Ort liegt im Landkreis Harz in Sachsen-Anhalt, fern des Vogtlandes, auf den sich ein Verweis im Wappen findet.

## Blasonierung
Die Blasonierung lautet wie folgt:

„In Silber eine rote Burg mit zwei spitzbedachten, goldbeknauften Rundtürmen mit je einer Fensteröffnung; die Türme verbunden durch ein gezinntes, schwarz gefugtes, bedachtes Torhaus mit fünf Fensteröffnungen balkenweise und geschlossenem goldenem Tor mit schwarzen Beschlägen; auf dem Dach des Torhauses ein rot bewehrter und rot gezungter schreitender goldener Löwe, die rechte Pranke an das Turmdach gelegt.“

## Geschichte und Begründung

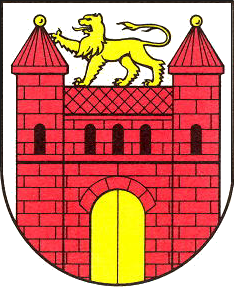
Bis 1997 verwendetes Wappen – heute wieder auf Internetseite der Stadt Quedlinburg verwendet.

Äbtissin Anna I. von Plauen verlieh am 14. September 1539 dem Ort Gernrode ein Wappen.
Im Jahr 1937 wurde eine Abschrift der Verleihungsurkunde von 1539 in den Ratsakten aus dem Saalbuch des damaligen Amtsschreibers Grünewaldt aus dem Jahr 1663 gefunden: „Anna des Freyen weldtlichen Stiftes Gernrode Aptißin des Heylg. Röm. Reiches geborne Burggräfin zu Meißen, Gräfin zu Hartenstein und Frauen vom Plauen etc. hat dem Rath und gantzen Gemeine des Fleckens Gernrode mit einem Sigil wie folget begabet und begnadet, Nemlich mit zween rothen thürmen, Einer gelben Thüre darzwischen, und einen gelben Leuen zwischen den beiden Thürmen cmporstehend, und mit dem rechten forderfuße des einen thurms Knauff begreifend, Solches alles in einem weißen felde“.
Seit etwa 450 Jahren führt Gernrode ein eigenes Siegel und das oben erwähnte Wappen. Seit der Wende vom 19. zum 20. Jahrhundert führte das Wappen der Stadt zu Verwirrungen, weil die Farbgebung nicht den heraldischen Regeln entsprach. Laut Heraldik darf Metall nicht auf Metall, also Gold nicht auf Silber oder Gelb nicht auf Weiß stehen. Auf dem alten Wappen befand sich aber der gelbe Löwe auf weißem Grund. Die Stadt hatte schon früher Gutachten zum Wappen eingeholt, die Sache dann aber auf sich beruhen lassen. Im Jahr 1997 wurde die Gestaltung einer Wappendokumentation in Auftrag gegeben, um ein den Regeln der Heraldik entsprechendes und offiziell genehmigtes Wappen als Hoheitszeichen zu führen. Die grafische Ausführung und Dokumentation besorgte der Kommunalheraldiker Jörg Mantzsch (Magdeburg).
Das historische Wappen bedurfte nur einer Überarbeitung. Die Tingierung entspricht jetzt den Regeln der Heraldik. Die Farbe der Turmdächer ist rot; sie beziehen sich nicht auf die einst blauen (mit Schiefer gedeckten) Dächer der Stiftskirche, sondern stellen das Sinnbild einer wehrhaften Stadt dar, ungeachtet dessen ob Gernrode jemals ein Stadttor zwischen zwei Türmen gehabt hat. Der Löwe als Wappentier der Vögte von Plauen als auch der Äbtissin Anna von Plauen, war golden. So konnte der Gernröder Löwe nur golden sein. In der Verleihungsurkunde wurde der Schild eindeutig als weiß (silbern) bezeichnet. In Bezug auf das Stadttor ist das korrekt, somit stellt der Löwe nur eine Nebenfigur dar und kann als Ausnahme bewehrt in Gold auf Silber bestehen bleiben.

Am 16. Juli 1997 erhielt die Stadt Gernrode die Verleihungsurkunde vom Regierungspräsidium in Magdeburg. Seit der Eingemeindung nach Quedlinburg 2014 hat das Wappen keine amtliche Bedeutung mehr, sondern wird für die Brauchtumspflege beibehalten.

Flagge Gernrodes
Seitenverhältnis: 7:11

## Flagge
Die Flagge ist waagerecht gestreift und in den Farben Rot-Weiß gehalten mit aufgelegtem Wappen.

## Belege
1. 1 2  Amtsblatt der Verwaltungsgemeinschaft Gernrode, Nummer 17/1997, Seite 2
2. ↑  Quedlinburg – Welterbestadt: Gernrode. Abgerufen am 29. September 2023.